# Lučina (Nemanice)

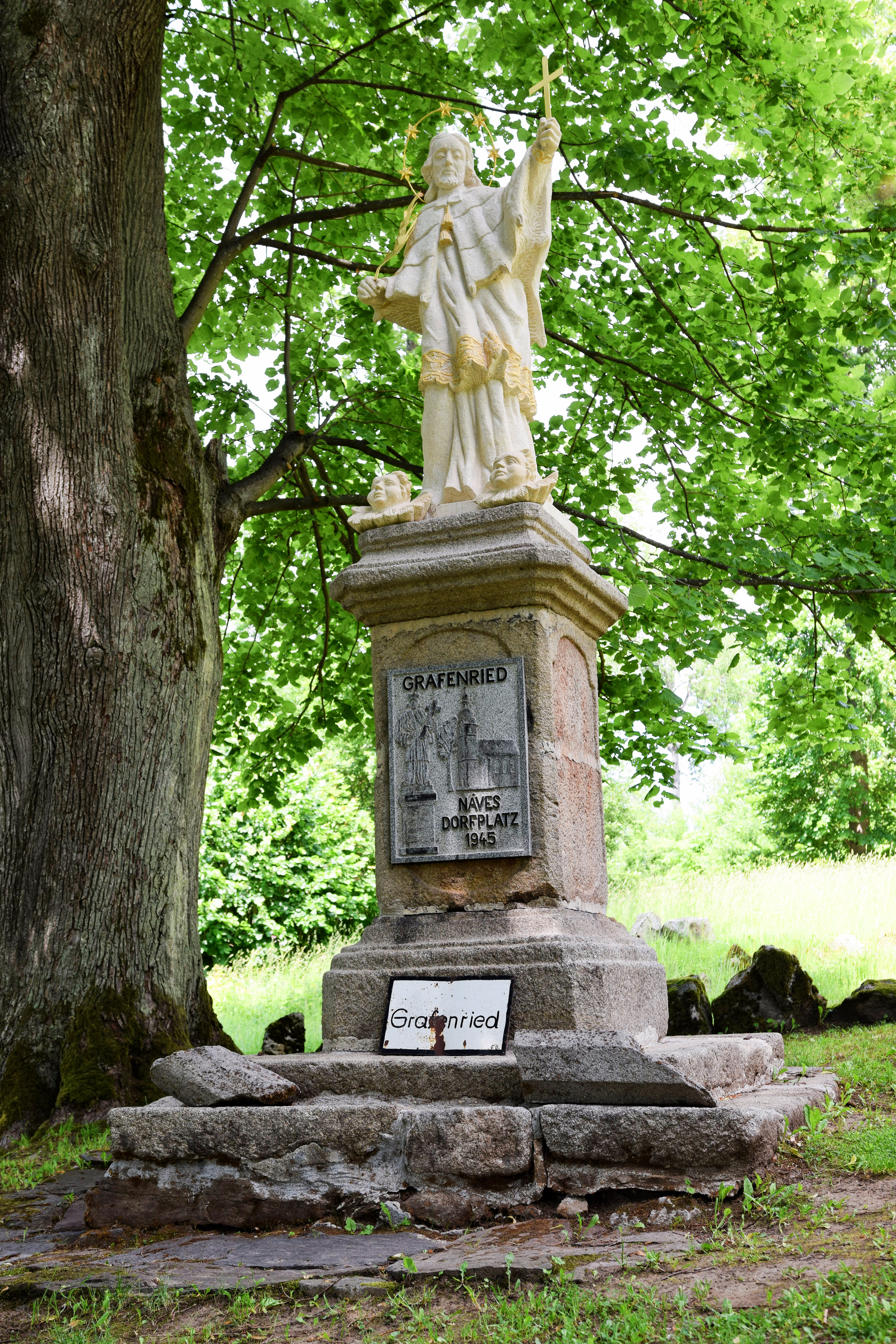
Statue des heiligen Nepomuk am ehemaligen Dorfplatz in der Wüstung Grafenried, tschech. Lučina (Nemanice)

Lučina (deutsch: Grafenried) ist eine Wüstung in der Gemeinde Nemanice im westböhmischen Okres Domažlice in Tschechien.

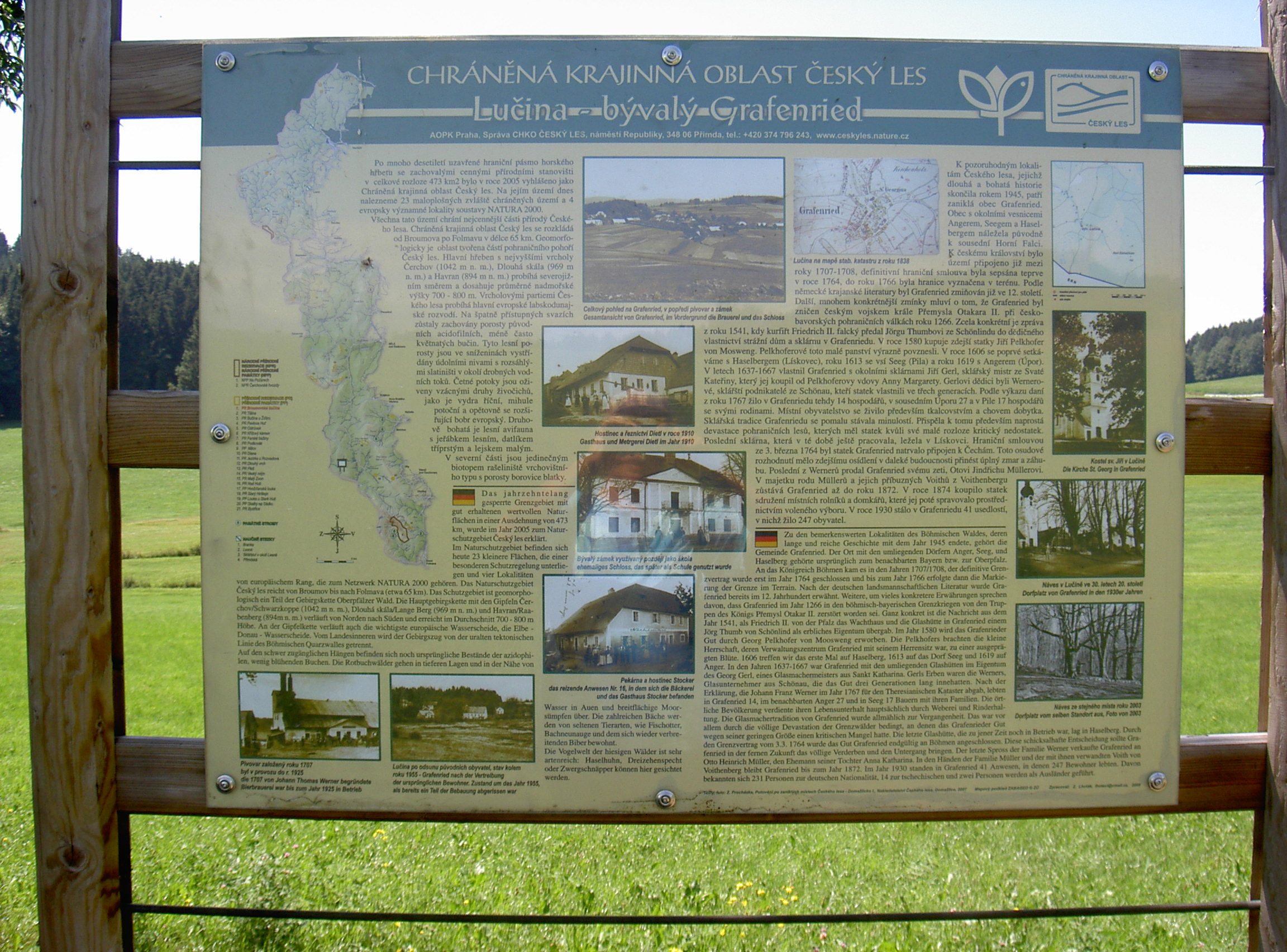
Infotafel bei Untergrafenried

## Geografie
Lučina befand sich nahe der deutschen Grenze westlich von Nemanice. Westlich von Lučina erhebt sich der 677 Meter hohe Křížový vrch, östlich der 720 Meter hohe Nad zámečkem und nördlich der 689 Meter hohe Skalka (deutsch Steinfels). Südlich von Lučina entspringt der Mühlbach, der nach Süden fließt, ab Untergrafenried Föhrenbach heißt und bei Bablsäge in die Schwarzach mündet. Vom deutschen Ort Untergrafenried führt ein Wanderweg direkt zu der nahe gelegenen Wüstung.

## Geschichte

### 13. bis 16. Jahrhundert
Grafenried (auch: Grauenrieth, Grauenreith) wurde 1282 im Urbarium von Niederbayern erstmals erwähnt. Seine Gründung geht auf die Zeit um 950 zurück. Es gehörte zum Pflegamt Waldmünchen. Grafenried lag auf der Grenze zwischen Böhmen und Bayern und hatte seit seiner Gründung unter den Kämpfen um diese Grenze zu leiden. Es wurde mehrfach zerstört und wieder aufgebaut.
Aus dem Jahr 1567 gibt es einen Bericht des Grafenrieder Pflegers Hans von Lampach, der von 60 Herdstätten und großer Armut spricht.

### 17. Jahrhundert
Pfleger Wolf Pelkhofer berichtete 1631 über einen Georg Thomas von Schönlündt, der 1541 nach Grafenried kam, um eine Glashütte aufzubauen. Die Kinder dieses Georg Thomas von Schönlündt verkauften die Grafenrieder Glashütte 1580 an Georg Pelkhofer von Mooswang. Er vergrößerte den Besitz und übergab einen Teil davon 1613 seinem Sohn Wolf Eytl Pelkhofer für 5000 Gulden. Zwei Glashütten und mehrere Wiesen und Felder behielt er für sich.
Infolge der Gegenreformation musste der kalvinische Wolf Eytl Pelkhofer von Mooswang seinen Besitz verlassen. Als er 1634 mit den Schweden zurückkehrte, plünderten diese Grafenried total aus.
Nach seinem Tod im Jahr 1635 wurde seine Witwe Anna Margaretha Pelkhofer, geb. Stuißin von Görnitz Besitzerin von Grafenried. Diese verkaufte 1637 Grafenried an den Glashüttenmeister von St. Katharina in Böhmen Georg Gerl.

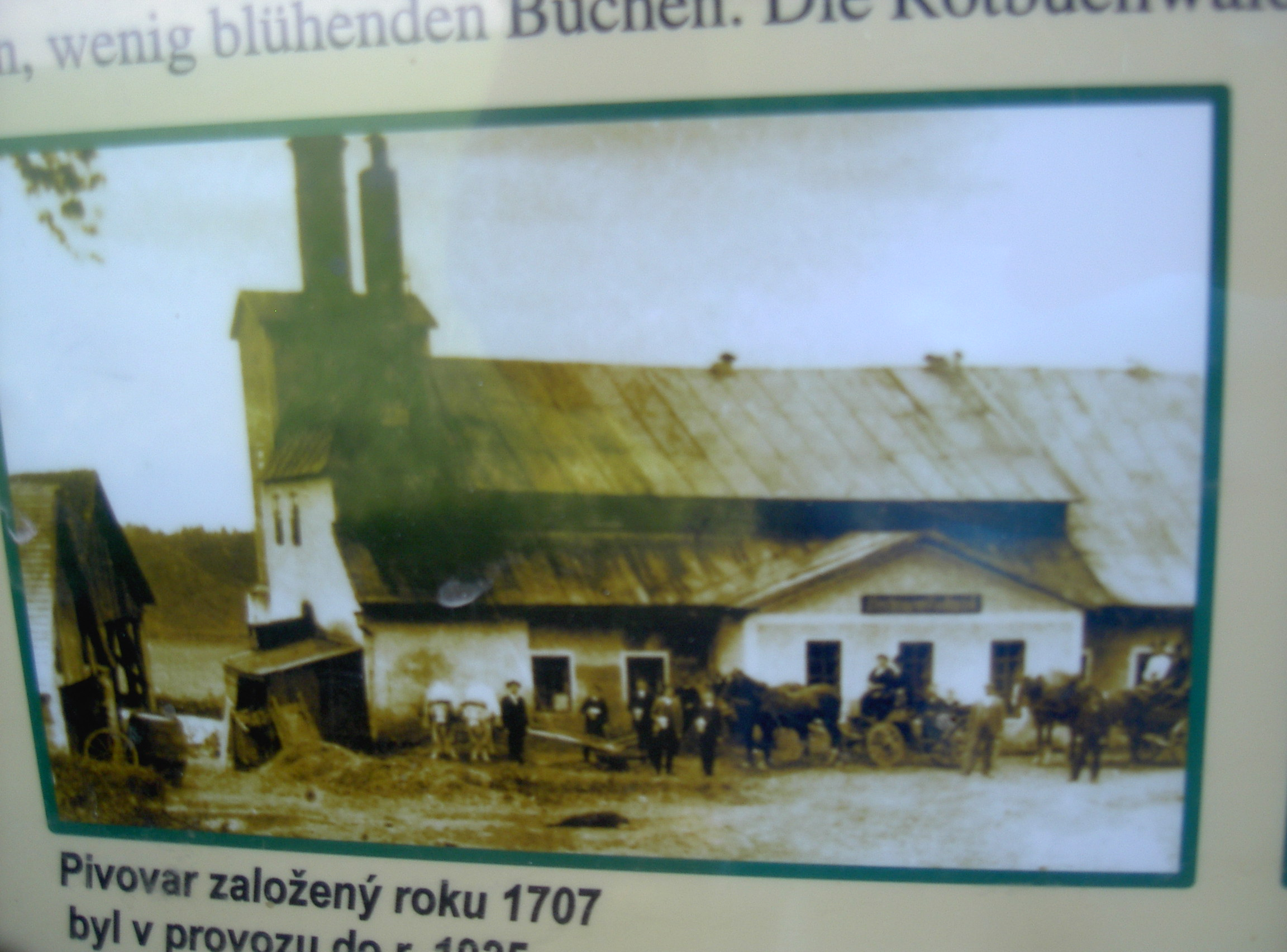
Grafenried Brauerei

Georg Gerl siedelte 1656 Untertanen in Grafenried an und baute das Brauhaus wieder auf. Seine Tochter Maria und ihr Mann Georg Werner, Glashüttenmeister von Schönau, übernahmen 1667 den Besitz. Nach dem Tod ihres Mannes 1677 übergab Maria den Besitz 1680 ihrem dritten Sohn Hanuß Thomas Werner.
1688 gab es in Grafenried eine Kapelle. Für 400 Gulden kaufte Werner 1697 für sich und alle zukünftigen Besitzer von Grafenried die Landsassenfreiheit.

### 18. Jahrhundert

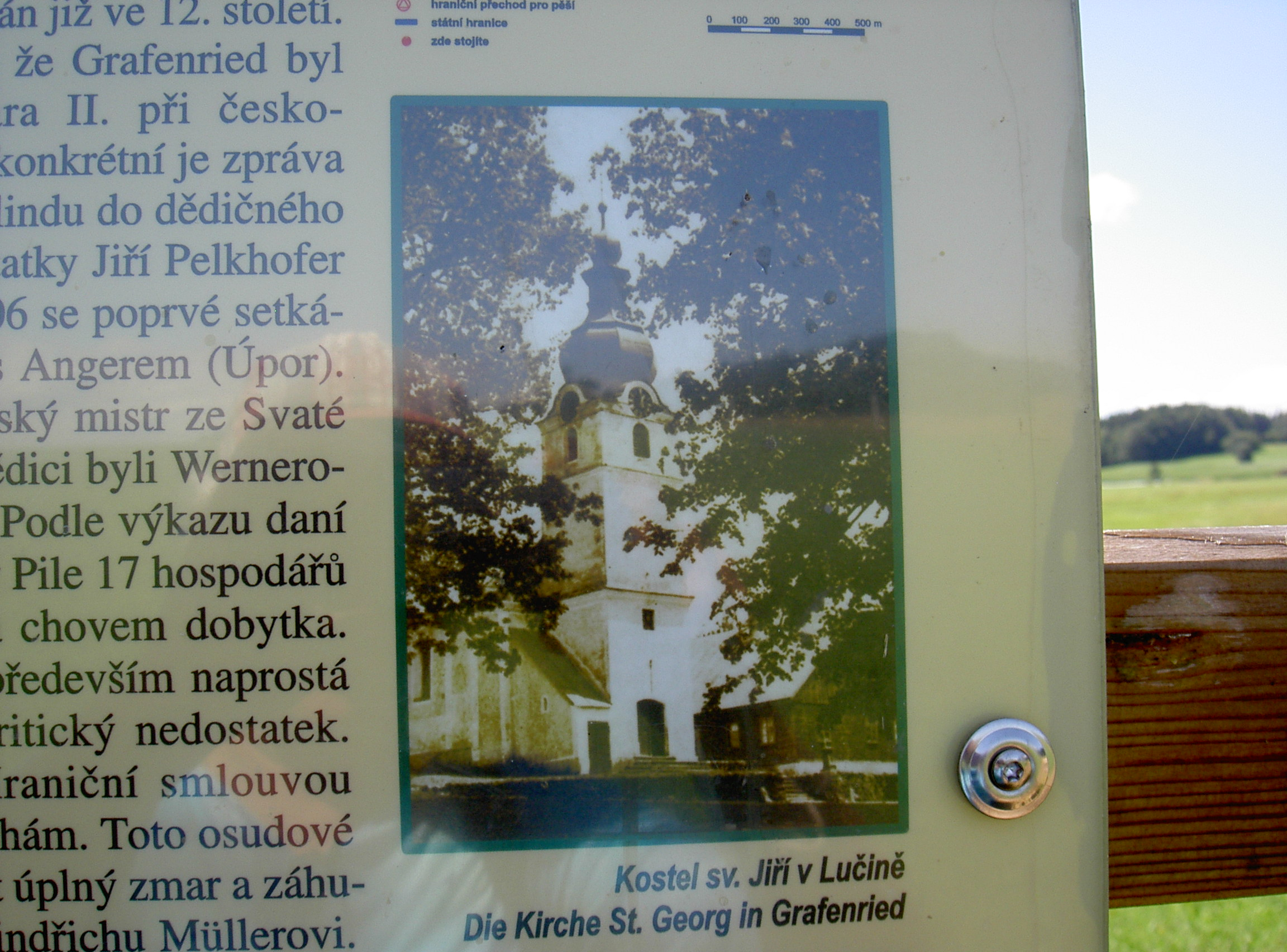
Grafenried Georgskirche

1708 kam Grafenried auf Grund einer veränderten Grenzziehung zu Böhmen. Da zu Grafenried sowohl Besitzungen in der Oberpfalz als auch in Böhmen gehörten, waren seine Besitzer sowohl königlich böhmische als auch kurfürstlich oberpfälzische Landsassen. Franz Xaver Werner, Sohn von Hanuß Thomas Werner, übernahm 1713 den Besitz von Grafenried. Kaiser Karl VI. verlieh 1718 der Familie Werner den Reichsfreiherrnstand.
Ab 1740 wurde in Grafenried auf Initiative der Familie Werner Schulunterricht erteilt. Ab 1750 bezahlte die Familie Werner einen Schlosskaplan, der ab 1753 an Sonn- und Feiertagen in der Grafenrieder Kirche die hl. Messe feiern durfte.
Franz Xaver Werner war mit Barbara Rebekka Voith von Voithenberg verheiratet. Deren Tochter Anna Katharina war mit Otto Heinrich Müller von Altammerthal und Fronhofen verheiratet. Sie verwaltete das Gut von 1764 bis zu ihrem Tod 1796. 1786 ließ Anna Katharina eine neue Kirche erbauen. In dieser Kirche befand sich das Bild der Schönen Maria von Grafenried.
1789 hatte Grafenried 24 Häuser.

### 19. Jahrhundert
Josef Freiherr Voith von Voithenberg auf Herzogau heiratete 1801 die älteste Tochter der Anna Katharina. Er übernahm Grafenried von Christof Freiherr von Wiedersperg, der das Gut als Vormund der Töchter der Anna Katharina zwischenzeitlich verwaltet hatte. 1808 wurde Grafenried Pfarrei.
1839 hatte Grafenried 31 Häuser und 305 Einwohner. Josef Reichsfreiherr Voith von Voithenberg, Sohn von Josef Freiherr Voith von Voithenberg, übernahm Grafenried 1842 und verkaufte es 1872 an den tschechischen Grafen Belcredi, Gutsbesitzer in Mcel, für 205,000 Gulden.
1874 gab es in Grafenried 78 Bauern und Häusler. Sie bildeten eine Genossenschaft. Diese Genossenschaft der Grafenrieder Bauern und Häusler kaufte 1874 Grafenried für 146000 Gulden.
Sie erwarben das Schloss, um es als Schule zu nutzen. In diese Schule gingen außer den Grafenrieder Kindern auch die Kinder von Anger, Dietlhof, Seeg und den umliegenden Einöden. 1876 teilten die Mitglieder der Genossenschaft das Gut unter sich auf.
Eine Gendarmeriestation gab es in Grafenried ab 1880. 1883 wurde die Grafenrieder Freiwillige Feuerwehr gegründet.

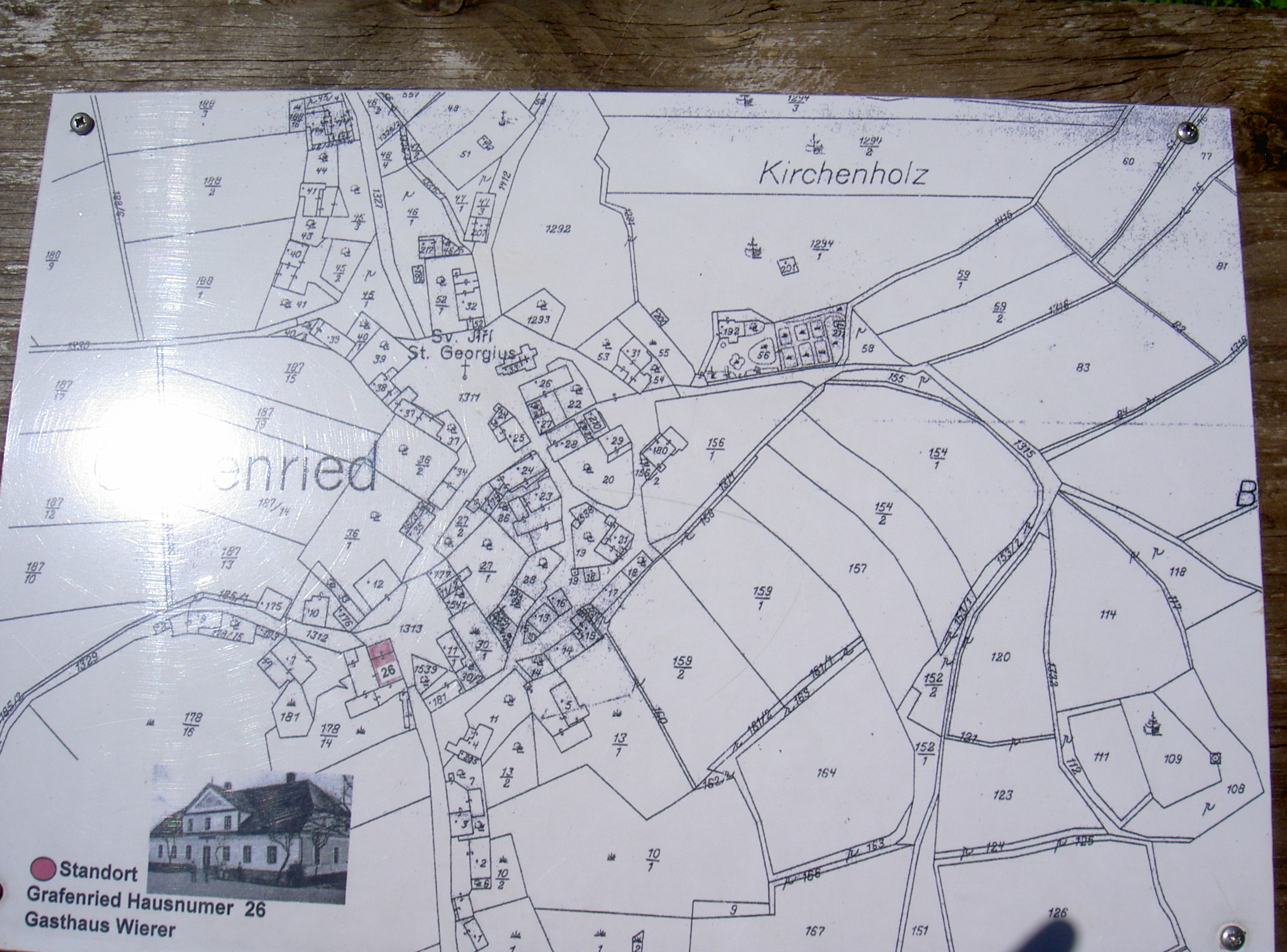
Grafenried Ortsplan

### 20. Jahrhundert
1913 hatte Grafenried 38 Häuser und 289 Einwohner. Die Freiwillige Feuerwehr hatte 84 Mitglieder, der Land- und Forstwirtschaftliche Verein 28 und dem Gesangsverein gehörten 25 Personen an.
Infolge des Zerfalls Österreich-Ungarns 1918 gehörte Grafenried zur neu gegründeten Tschechoslowakei.
1930 hatte Grafenried 41 Häuser. Seine Einwohner waren: 231 Deutsche, 14 Tschechen und 2 Ausländer. Es gab in Grafenried eine Kirche, ein Schloss, eine Brauerei und einen Friedhof.
Nach der Sudetenkrise wurde Grafenried 1938 dem Deutschen Reich angegliedert. 1939 hatte Grafenried zusammen mit Anger, Seeg und Haselberg 147 Häuser und 800 Einwohner.
Nach Ende des Zweiten Weltkrieges gehörte es zur Tschechoslowakei. 1946 wurde die deutschsprachige Bevölkerung vertrieben. Fortan lag Grafenried aufgrund seiner Grenznähe in der Sperrzone und wurde in den Bau von Grenzbefestigungsanlagen einbezogen, die Häuser wurden nach und nach abgerissen. Die Kirche zum Hl. Georg blieb zwar noch einige Zeit erhalten, wurde jedoch 1970 abgerissen, obwohl sie unter staatlichem Denkmalschutz stand. Die Orgel wurde später in einer Scheune gefunden.

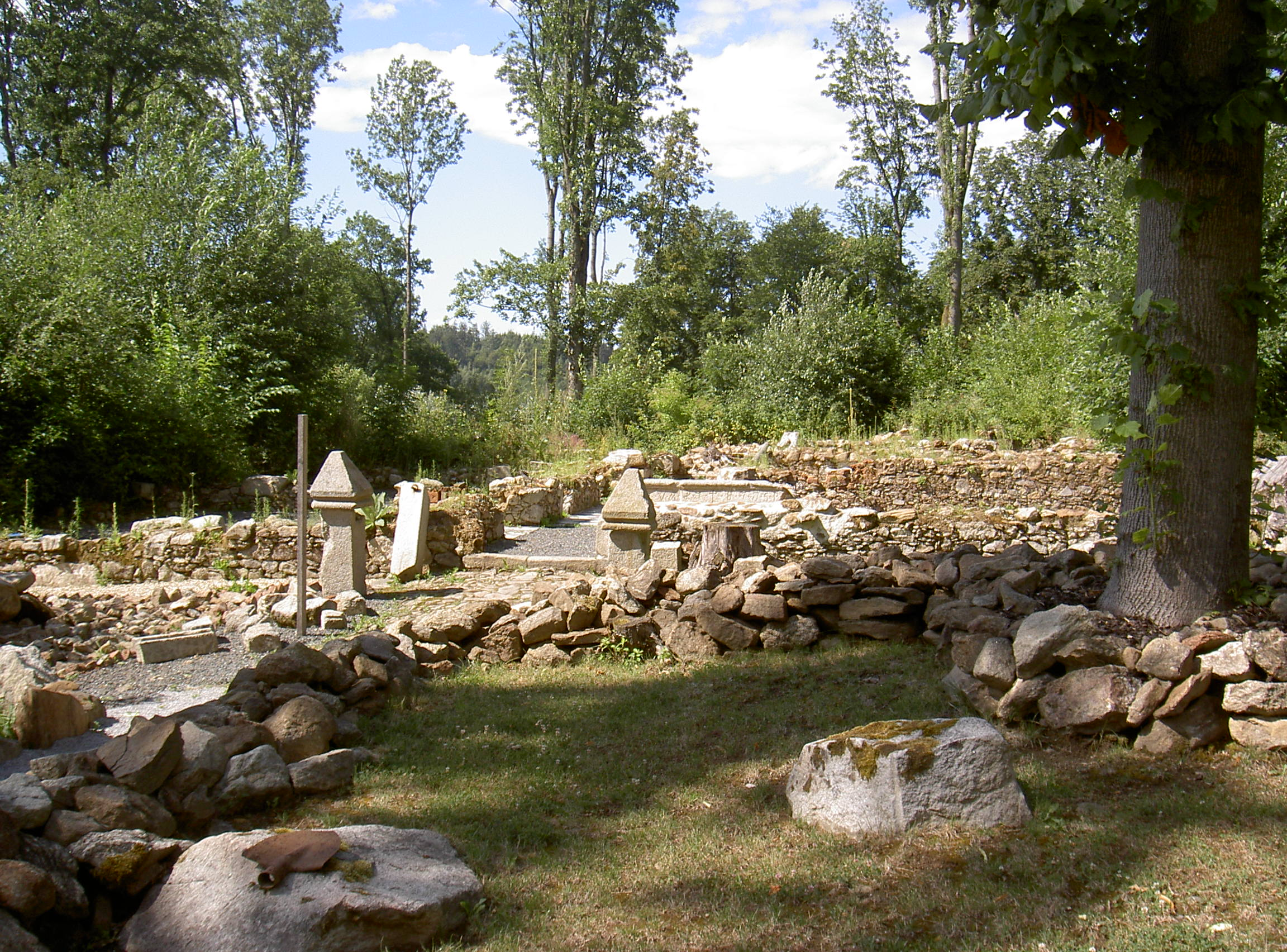
Grafenried Ausgrabungen

### 21. Jahrhundert
Seit 2011 begannen interessierte tschechische und deutsche Heimatforscher und Hobby-Archäologen damit, Grafenried auszugraben und Informationstafeln aufzustellen. Diese Tätigkeit hält bis heute (2017) an. Inzwischen haben sich die Ausgrabungen von Grafenried zu einer Touristenattraktion entwickelt. Das Tourismusbüro von Waldmünchen bietet geführte Wanderungen durch das Ausgrabungsgelände an.